# ورزشگاه اف ای یو
ورزشگاه اف ای یو یک ورزشگاه مختص فوتبال کالجی است که در انتهای شمالی پردیس دانشگاهی دانشگاه فلوریدا آتلانتیک و در شهر بوکا راتون، فلوریدا قرار گرفته‌است. این ورزشگاه در سال ۲۰۱۱ به عنوان ورزشگاه خانگی تیم فلوریدا آتلانتیک آولز افتتاح شد. این اولین بخش از پروژهٔ چند منظورهٔ «دهکدهٔ خلاقانه» است.
پس از انتخاب معمار این طرح توسط دانشگاه فلوریدا این دانشگاه در سال ۲۰۰۹ بودجهٔ ۷۰ میلیون دلاری را به ساخت این ورزشگاه اختصاص داد. این بودجه به واسطهٔ هزینه‌های دانشجویان کمک‌های اهدایی توسط بخش خصوصی جمع‌آوری شد. اما با کند شدن روند جمع‌آوری این بودجه دانشگاه ساخت این ورزشگاه را تا سال ۲۰۱۰ به تعویق انداخت. این ورزشگاه در ۱۵ اکتبر سال ۲۰۱۱ بازگشایی شد.